# Georg (Katowice)
Georg (niem. Colonie Georg) – dawna kolonia robotnicza dla pracowników nieistniejącej obecnie kopalni Georg (Jerzy), na obszarze obecnych Katowic, w dzielnicy Dąbrówka Mała. 
Kolonia ta znajdowała się przy obecnej ulicy gen. H. Le Ronda, na obszarze ówczesnej gminy Dąbrówka Mała. Po raz pierwszy pojawia się ona na mapach w 1883 roku. Nie nie miała ona wówczas charakteru jednolitej architektonicznie kolonii, a tworzyły ją prawdopodobnie budynki kupione wcześniej przez kopalnię Georg. Kolonia ta też pojawia się na mapach z 1902 roku. Jej zabudowa koncentrowała się wówczas w rejonie obecnego przystanku autobusowego Dąbrówka Mała Le Ronda. W grudniu 1885 roku kolonię zamieszkiwały 184 osoby.